# Zastawna
Zastawna (ukr. Заставна) – miasto na Ukrainie, w obwodzie czerniowieckim na Bukowinie, siedziba władz rejonu zastawieńskiego.
W 2005 miasto zamieszkiwało 10 tys. osób.
Zastawna leży 35 km na północ od miasta Czerniowce i około 75 km od granicy ukraińsko-rumuńskiej.
Pierwsza wzmianka o miejscowości pochodzi z 1589 roku. Od XVI wieku wraz z całą Mołdawią Zastawna znajdowała się pod zwierzchnością Turcji.
Miasto zostało przyłączone do Austrii w 1775, a w 1849 stało się częścią Księstwa Bukowiny – kraju koronnego Cesarstwa Austrii. Od 1905 roku jako centrum powiatu.
W latach 1918–1940 należało do Rumunii. Zamieszkiwali je wtedy głównie Rusini (Ukraińcy), ale też Żydzi, Polacy (w tym polscy Ormianie), Niemcy i Rumuni.
Latem 1940 roku przyłączone do ZSRR. W latach 1941–1944 ponownie należało do Rumunii. Zdobyte przez Armię Czerwoną w 1944 r. W latach 1945–1991 część Ukraińskiej SRR w ramach ZSRR, a od 1991 roku należy do Ukrainy i jest miastem powiatowym obwodu czerniowieckiego.
W Zastawnej urodził się Julian Władysław Buchcik, ofiara zbrodni katyńskiej oraz bracia Aleksander i Marian Wieleżyńscy. Pierwszy był pułkownikiem Wojska Polskiego, a drugi inżynierem chemikiem.
Za czasów austriackich w miejscowości istniały polski dom, szkoła i kościół katolicki. Po drugiej wojnie światowej Polacy z całej Bukowiny zostali przesiedleni na ziemie odzyskane.
Niedaleko centrum Zastawna znajduje się, porzucony obecnie, stary cmentarz z nagrobkami z napisami po polsku i po niemiecku.